# Jatirejo (Jatiroto)
Jatirejo is een bestuurslaag in het regentschap Wonogiri van de provincie Midden-Java, Indonesië. Jatirejo telt 3421 inwoners (volkstelling 2010).